# Tachigali rugosa
Tachigali rugosa là một loài thực vật có hoa trong họ Đậu. Loài này được (Mart. ex Benth.) Zarucchi & Pipoly miêu tả khoa học đầu tiên năm 1995.